# Select Group
Die Select Group ist die Kategorie der englischen Fußballschiedsrichter und Schiedsrichterassistenten, die von der Professional Game Match Officials Limited (PGMOL) festgelegt wird. Die Gruppe wurde 2001 gegründet, als England weltweit das erste Land war, das in seiner höchsten Spielklasse vollprofessionelle Schiedsrichter einsetzte.

## Männer
Im August 2023 hat die PGMOL die Liste der Spieloffiziellen für die Saison 2023/24 veröffentlicht. 20 Schiedsrichter und 30 Schiedsrichterassistenten sind in der höchsten Kategorie (Select Group 1) sowie 22 Schiedsrichter und 33 Schiedsrichterassistenten in der Select Group 2.

### Select Group 1
Schiedsrichter:
- Stuart Attwell
- Peter Bankes
- Darren Bond
- Thomas Bramall
- John Brooks
- David Coote
- Darren England
- Jarred Gillett
- Tony Harrington
- Simon Hooper
- Rob Jones
- Chris Kavanagh
- Andrew Madley
- Michael Oliver
- Craig Pawson
- Tim Robinson
- Michael Salisbury
- Graham Scott
- Anthony Taylor
- Paul Tierney

Schiedsrichterassistenten:
- Natalie Aspinall
- Simon Bennett
- Gary Beswick
- Lee Betts
- Stuart Burt
- Darren Cann
- Dan Cook
- Neil Davies
- Derek Eaton
- Nick Greenhalgh
- Constantine Hatzidakis
- Adrian Holmes
- Nick Hopton
- Akil Howson
- Ian Hussin
- Scott Ledger
- Harry Lennard
- Simon Long
- James Mainwaring
- Sian Massey-Ellis
- Steve Meredith
- Adam Nunn
- Marc Perry
- Dan Robathan
- Mark Scholes
- Eddie Smart
- Wade Smith
- Richard West
- Mat Wilkes
- Tim Wood

### Select Group 2
Schiedsrichter:
- Sam Allison
- Anthony Backhouse
- Sam Barrott
- James Bell
- John Busby
- Andy Davies
- Matt Donohue
- Leigh Doughty
- Geoff Eltringham
- Andrew Kitchen
- Oliver Langford
- James Linington
- Bobby Madley
- Steve Martin
- Tom Nield
- Jeremy Simpson
- Josh Smith
- Keith Stroud
- Gavin Ward
- David Webb
- Rebecca Welch
- Dean Whitestone

Schiedsrichterassistenten:
- Blake Antrobus
- George Byrne
- Ian Cooper
- Adam Crysell
- Andrew Dallison
- Mark Dwyer
- Carl Fitch-Jackson
- Andrew Fox
- Paul Hodskinson
- Shaun Hudson
- Jonny Hunt
- Rob Hyde
- Alex James
- Matthew Jones
- Graham Kane
- Hristo Karaivanov
- Dan Leach
- Sam Lewis
- Geoff Liddle
- Nigel Lugg
- Matthew McGrath
- Rob Merchant
- Mark Pottage
- Greg Read
- Mark Russell
- Bhupinder Singh Gill
- Matt Smith
- Rob Smith
- Mark Stevens
- Craig Taylor
- Lee Venamore
- Richard Wild
- James Wilson

## Frauen
Im August 2023 hat die PGMOL die Liste der Schiedsrichterinnen für die Saison 2023/24 veröffentlicht. Es gibt 17 Schiedsrichterinnen und 22 Schiedsrichterassistentinnen in der Kategorie für die Women’s Super League sowie 22 Schiedsrichterinnen und 36 Schiedsrichterassistentinnen in der Kategorie für die Women’s Championship.

### Women’s Super League
Schiedsrichterinnen:
- Lisa Benn
- Mel Burgin
- Abigail Byrne
- Phoebe Cross
- Kirsty Dowle
- Amy Fearn
- Cheryl Foster
- Stacey Fullicks
- Cristiana Hattersley
- Emily Heaslip
- Lauren Impey
- Lucy May
- Stacey Pearson
- Yasmin Saeed
- Jane Simms
- Ade Soneye
- Rebecca Welch

Schiedsrichterassistentinnen:
- Jon Ashworth-Sears
- Natalie Aspinall
- Georgia Ball
- Nicoleta Bria
- Ella Broad
- Melissa Cairns
- Emily Carney
- Isabel Chaplin
- Abby Dearden
- Sophie Dennington
- Ffion Eade
- Aaron Ford
- Magda Golba
- Levi Gray
- Harley Hetherington
- Dora Jakab
- Matt Joyce
- Aimee Keir
- Grace Lowe
- Sian Massey-Ellis
- Lucy-Anne McCann
- David Middleton
- Callum Parke
- Ali Rahjoo
- Lisa Rashid
- Chloe-Ann Small
- Ruby Sykes
- Laura van Lier
- Anastasiya Voloshchuk
- Jade Wardle
- Ceri Williams
- Megan Wilson

### Women’s Championship
Schiedsrichterinnen:
- Jon Ashworth-Sears
- Nicoleta Bria
- Ella Broad
- Melissa Cairns
- Isabel Chaplin
- Abby Dearden
- Sophie Dennington
- Ffion Eade
- Aaron Ford
- Magda Golba
- Levi Gray
- Dora Jakab
- Aimee Keir
- Grace Lowe
- David Middleton
- Callum Parke
- Ali Rahjoo
- Chloe-Ann Small
- Ruby Sykes
- Laura van Lier
- Jade Wardle
- Megan Wilson

Schiedsrichterassistentinnen:
- Folu Aladelusi
- Zeyad Ahmed
- Katie Allen
- Emmanuel Arakpogun
- Alex Beeley
- Luke Bowles
- Josh Brayshaw
- Adriana Bucur
- Michael Butcher
- Lorraine Catchpole
- Josh Dear
- Gareth Dunn
- Ralph Frostick
- Richard Fullicks
- Hannah Gardner
- Dasa Griffin
- Elora Hardstaff
- Leoni Harland
- Rosie Johns
- Elle-Louise Kaplicz
- Joseph Karram
- Julia Kings
- Maya Korpal
- Lee Markwick
- Darren McCall
- David Mitchell
- Amy Purser
- Charlotte Sparling Haythornthwaite
- Rhiannon Stevens
- Daniel Sykes
- Emma Taylor
- Soada Tushaj
- Steven Walsh
- Lauren Whiteman
- Peter Wilson
- Yashar Yekta

## FIFA-Schiedsrichter
Auf der internationalen Liste der FIFA-Schiedsrichter 2023 stehen 16 Schiedsrichter, 17 Schiedsrichterassistenten und 11 Videoschiedsrichter aus England.
Schiedsrichter:
- Stuart Attwell
- Lisa Benn
- John Brooks
- Abigail Byrne
- Kirsty Dowle
- Darren England
- Cheryl Foster
- Jarred Gillett
- Rob Jones
- Chris Kavanagh
- Andrew Madley
- Michael Oliver
- Craig Pawson
- Stacey Pearson
- Anthony Taylor
- Rebecca Welch

Schiedsrichterassistenten:
- Natalie Aspinall
- Simon Bennett
- Gary Beswick
- Lee Betts
- Lucy-Anne Briggs
- Melissa Burgin
- Stuart Burt
- Emily Carney
- Dan Cook
- Neil Davies
- Constantine Hatzidakis
- Ian Hussin
- Harry Lennard
- Sian Massey-Ellis
- Adam Nunn
- Lisa Rashid
- Ceri Williams

Videoschiedsrichter:
- Stuart Attwell
- Peter Bankes
- Lee Betts
- David Coote
- Darren England
- Jarred Gillett
- Chris Kavanagh
- Andrew Madley
- Sian Massey-Ellis
- Craig Pawson
- Michael Salisbury

## Ehemalige Schiedsrichter der Select Group 1
- Martin Atkinson
- Graham Barber
- Neale Barry
- Steve Bennett
- Mark Clattenburg
- Mike Dean
- Phil Dowd
- Steve Dunn
- Paul Durkin
- Andy D’Urso
- Roger East
- David Elleray
- Chris Foy
- Kevin Friend
- Dermot Gallagher
- Mark Halsey
- Mike Jones
- Peter Jones
- Barry Knight
- Andre Marriner
- Lee Mason
- Matt Messias
- Jon Moss
- Graham Poll
- Lee Probert
- David Pugh
- Uriah Rennie
- Mike Riley
- Keith Stroud
- Rob Styles
- Neil Swarbrick
- Steve Tanner
- Peter Walton
- Howard Webb
- Alan Wiley
- Clive Wilkes
- Jeff Winter
- Eddie Wolstenholme